# Courtételle
Courtételle (toponimo francese) è un comune svizzero di 2 582 abitanti del Canton Giura, nel distretto di Delémont.

## Monumenti e luoghi d'interesse

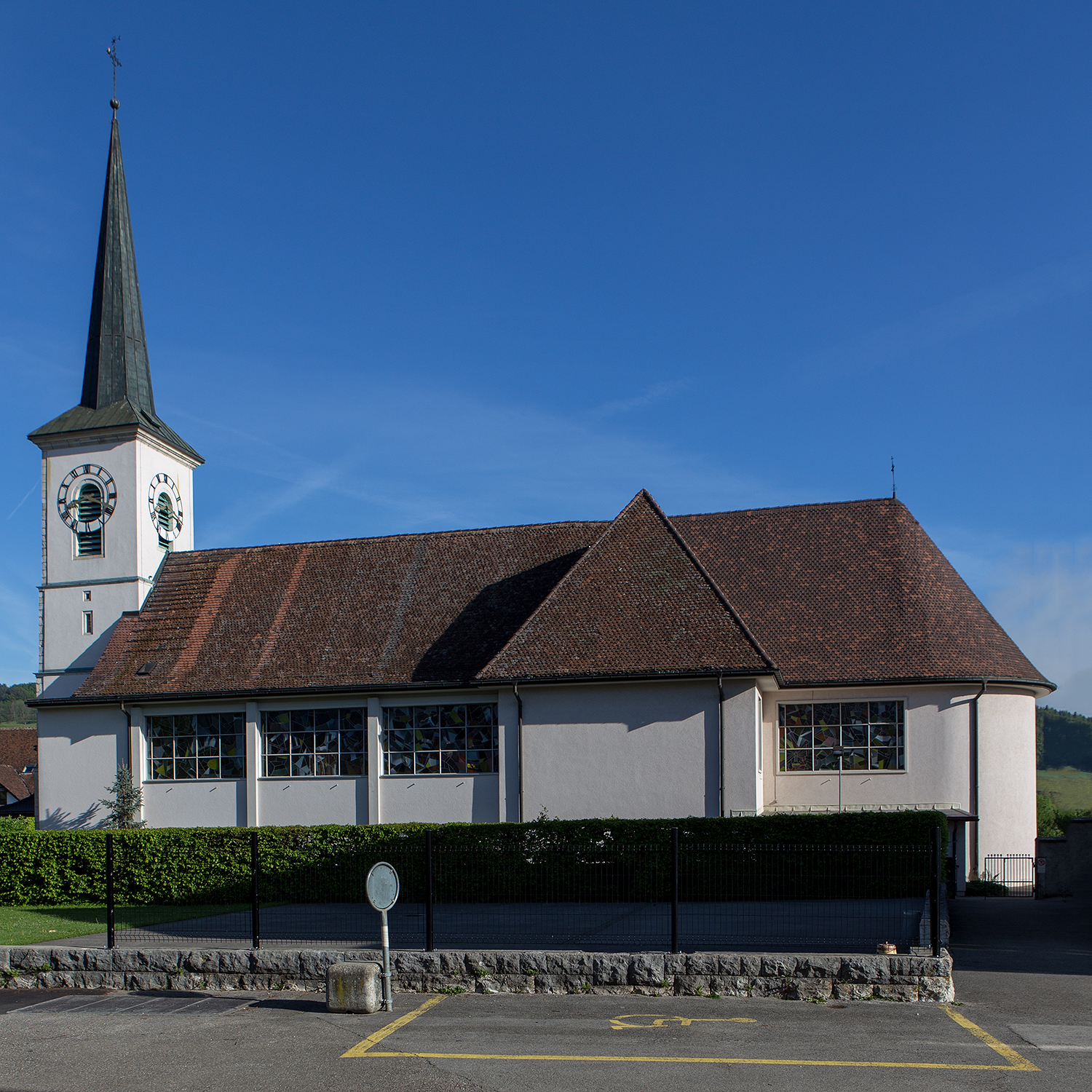
La chiesa di San Sisto

- Chiesa cattolica di San Sisto (già di San Germano), attestata dal 675 e ricostruita nel 1727-1729[1].

## Società

### Evoluzione demografica
L'evoluzione demografica è riportata nella seguente tabella:
Abitanti censiti

## Amministrazione
Dal 1853 comune politico e comune patriziale sono uniti nella forma del commune mixte.